# Пословни олигарх
Пословни олигарх је генерално пословни магнат који контролише довољно ресурса да утиче на националну политику. Пословни лидер се може сматрати олигархом ако су испуњени следећи услови:
1. користи монополистичку тактику да доминира индустријом
2. поседује довољну политичку моћ да промовише сопствене интересе
3. контролише више предузећа, која интензивно координирају своје активности[2]

Уопштено говорећи, олигарх (од Lua грешка in package.lua at line 80: module 'Module:ISO 639 name/ISO 639-3 (dep)' not found.  ὀλίγος (oligos), са значењем „неколико”, and  ἄρχειν (archein), са значењем „власт, владати”) је „члан олигархије; особа која је део мале групе која држи власт у држави“.